# Филип I (Катценелнбоген)
Вижте пояснителната страница за други личности с името Филип I.
Филип I Стари (на немски: Philipp I von Katzenelnbogen, der Ältere, * 1402, † 1479) от Дом Хесен е граф на Катценелнбоген от 1444 до 1479 г. и последният мъжки наследник на графовете на Катценелнбоген (неговите два сина умират преди него).
Той е син на граф Йохан IV фон Катценелнбоген (млада линия) и Анна фон Катценелнбоген (стара линия), които през 1402 г. сливат отново двете линии.
Филип I се жени на 24 февруари 1422 г. в Дармщат за Анна фон Вюртемберг (1408 – 1471), дъщеря на граф Еберхард IV Млади († 1419) и Хенриета фон Мьомпелгард († 1444) и чрез папата успява да се разведе с нея през 1456 г.
Филип I се жени втори път през 1474 г. за Анна фон Насау-Диленбург (ок. 1441 – 1514).
През 1433/1434 г. той пътува до Светите земи. След неговата смърт графството му отива 1479 г. в ландграфство Хесен.

## Деца
от първия брак:
- Филип II Млади (* 1427, † 27 февруари 1453); баща на Отилия фон Катценелнбоген.
- Еберхард († 1456), домхер към Кьолн
- Анна (* 5 септември 1443, † 16 февруари 1494), омъжва се 1458 г. за ландграф Хайнрих III фон Хесен (1441 – 1483).